# باسوتولند
باسوتولند یک مستعمره سلطنتی بریتانیا بود که از سال ۱۸۸۴ تا ۱۹۶۶ در محدودهٔ کشور امروزی لسوتو وجود داشت. این منطقه پیش از سال ۱۹۱۰ با مستعمرات کیپ، مستعمره ناتال و رود اورنج هم‌مرز بود و پس از آن به‌طور کامل توسط آفریقای جنوبی احاطه شد. هرچند که بازوتوها (که در آن زمان «باسوتو» نامیده می‌شدند) و سرزمین آن‌ها از سال ۱۸۶۸ تحت سلطه بریتانیا قرار داشتند و از ۱۸۷۱ تحت حکومت مستعمره کیپ اداره می‌شدند، اما این شکل از حکومت‌داری با نارضایتی مواجه شد و در کنترل مؤثر منطقه ناتوان بود. در نتیجه، باسوتولند مستقیماً تحت سلطه و ملکه ویکتوریا از طریق کمیسر عالی بریتانیا قرار گرفت و اداره آن توسط شورای اجرایی تحت ریاست کمیسرهای مقیم بریتانیا انجام شد.
این سرزمین به هفت ناحیه اداری تقسیم می‌شد: برئا، لریبه، ماسرو، موهالس هوک، مافتنگ، نک قچا و قوتینگ.باسوتولند در ۴ اکتبر ۱۹۶۶ از بریتانیا مستقل شد و به پادشاهی لسوتو تغییر نام داد.